# World Sevens Series 2000-2001
Navigation
1999-2000 2001-2002
Les World Sevens Series 2000-2001 sont la 2e édition des séries mondiales masculines de rugby à sept, la compétition la plus importante du monde de rugby à sept. Elle se déroule du 18 novembre 2000 au 3 juin 2001. Elle est composée de 9 étapes mondiales. La Nouvelle-Zélande, championne en titre, converse son titre en remportant six étapes. L'Australie termine à la deuxième place avec trois étapes remportées.

## Format
Initialement, le circuit mondial est composé de 10 étapes. 16 équipes disputent chaque tournoi, à l'exception du tournoi de Hong Kong où 24 équipes participent à la compétition et où les points accordés sont plus importants. Les équipes se qualifient alors en quart de finale au lieu des demi-finales pour les autres tournoi.
| Tournoi à 16 équipes          | Tournoi à 16 équipes |     | Hong Kong                         | Hong Kong |
| Classement                    | Pts                  | Pts | Classement                        |           |
| ----------------------------- | -------------------- | --- | --------------------------------- | --------- |
| 1 (Cup)                       | 20                   | 30  | 1 (Cup)                           |           |
| 2 (finale de Cup)             | 16                   | 24  | 2 (finale de Cup)                 |           |
| 3 et 4 (demi-finale de Cup)   | 12                   | 18  | 3 et 4 (demi-finale de Cup)       |           |
| 5 (Plate)                     | 8                    | 8   | 5 à 8 (quart de finale de Cup)    |           |
| 6 (finale de Plate)           | 6                    | 4   | 9 (Plate)                         |           |
| 7 et 8 (demi-finale de Plate) | 4                    | 3   | 10 (finale de Plate)              |           |
| 9 (Bowl)                      | 2                    | 1   | 17 (Bowl)                         |           |
| 10 à 16                       | 0                    | 0   | 11 à 16 (Plate) et 18 à 24 (Bowl) |           |

## Étapes

### Tournois
| Date                   | Étape            | Lieu                                | Vainqueur        |
| ---------------------- | ---------------- | ----------------------------------- | ---------------- |
| 18-19 novembre 2000    | Afrique du Sud   | Kings Park Stadium, Durban          | Nouvelle-Zélande |
| 23-24 novembre 2000    | Dubaï            | Dubai Exiles Rugby Ground, Dubaï    | Nouvelle-Zélande |
| 9-10 favorer 2001      | Nouvelle-Zélande | Westpac Stadium, Wellington         | Australie        |
| 16-17 février 2001     | Australie        | Ballymore Stadium, Brisbane         | Annulé           |
| 30 mars-1er avril 2001 | Hong Kong        | Hong Kong Stadium, Hong Kong        | Nouvelle-Zélande |
| 7-8 avril 2001         | Chine            | Yunanshen Stadium, Shangaï          | Australie        |
| 21-22 avril 2001       | Malaisie         | Petaling Jaya Stadium, Kuala Lumpur | Australie        |
| 29-30 avril 2001       | Japon            | Chichibunomiya Stadium, Tokyo       | Nouvelle-Zélande |
| 26-28 mai 2001         | Angleterre       | Stade de Twickenham, Londres        | Nouvelle-Zélande |
| 2-3 juin 2001          | Pays de Galles   | Cardiff Arms Park, Cardiff          | Nouvelle-Zélande |

- Le tournoi d'Australie est annulé par l'IRB pour des raisons politiques opposant le gouvernement australien au gouvernement fidjien, le premier n'ayant pas accordé les visas aux joueurs du second[1].

### Changements
Tournois abandonnés :
- Uruguay
- Argentine
- Fidji
- France

Remplacés par :
- Chine
- Malaisie
- Angleterre
- Pays de Galles

Changement de villes :
- Le tournoi d'Afrique du Sud passe de la ville de Stellenbosch à celle de Durban.

## Classement
| Pos. | Équipe           | Durban | Dubai | Wellington | Hong Kong | Shanghai | Kuala Lumpur | Tokyo | London | Cardiff | Points total |
| ---- | ---------------- | ------ | ----- | ---------- | --------- | -------- | ------------ | ----- | ------ | ------- | ------------ |
| 1    | Nouvelle-Zélande | 20     | 20    | 4          | 30        | 12       | 16           | 20    | 20     | 20      | 162          |
| 2    | Australie        | 12     | 12    | 20         | 18        | 20       | 20           | 16    | 16     | 16      | 150          |
| 3    | Fidji            | 16     | 16    | 16         | 24        | 8        | 12           | 12    | 12     | 8       | 124          |
| 4    | Samoa            | 6      | 12    | 8          | 18        | 4        | 8            | 12    | 12     | 12      | 92           |
| 5    | Afrique du Sud   | 8      | 8     | 2          | 8         | 16       | 12           | 8     | 8      | 12      | 82           |
| 6    | Argentine        | 12     | 6     | 6          | 8         | 4        | 4            | 2     | 4      | 4       | 50           |
| 7    | Angleterre       | 0      | 4     | 0          | 8         | 6        | 0            | 6     | 6      | 2       | 32           |
| 8    | Canada           | 4      | 0     | 4          | 8         | 2        | 0            | 4     | 4      | 0       | 26           |
| 9    | Pays de Galles   | 0      | 0     | 0          | 3         | 0        | 4            | 4     | 2      | 6       | 19           |
| 10   | États-Unis       | —      | —     | 12         | 4         | —        | 0            | 0     | 0      | 0       | 16           |
| 11   | Corée du Sud     | 0      | 0     | 0          | 0         | 12       | 2            | 0     | 0      | 0       | 14           |
| 12   | Îles Cook        | —      | —     | 12         | —         | —        | 0            | 0     | 0      | 0       | 12           |
| 13   | France           | 4      | —     | —          | 2         | —        | 6            | 0     | 0      | 0       | 12           |
| 14   | Géorgie          | 0      | 0     | —          | —         | —        | 0            | 0     | 0      | 4       | 4            |
| 15   | Portugal         | 2      | 0     | 0          | 2         | 0        | 0            | 0     | 0      | 0       | 4            |
| 16   | Zimbabwe         | 0      | 4     | —          | —         | —        | 0            | 0     | 0      | 0       | 4            |
| 17   | Irlande          | 0      | 2     | 0          | 0         | 0        | 0            | 0     | 0      | 0       | 2            |
| 18   | Hong Kong        | 0      | 0     | 0          | 1         | 0        | 0            | 0     | 0      | 0       | 1            |

1. ↑  Ce classement présente uniquement les équipes ayant inscrit au moins un point au classement général